# Zach Mettenberger
Zach Mettenberger (Watkinsville, 16 luglio 1991) è un ex giocatore di football americano statunitense che ha giocato nel ruolo di quarterback. Scelto nel corso del sesto giro (178º assoluto) del Draft NFL 2014 dai Tennessee Titans, al college aveva giocato a football a LSU.

## Carriera universitaria
Dopo aver giocato a football per la Oconee County High School della sua città natale, Watkinsville, Mettenberger accettò la borsa di studio offertagli dall'Università della Georgia, che gli garantiva una permanenza nello stato della Georgia. Tuttavia egli rimase un solo anno in forza ai Georgia Bulldogs senza disputare alcuna partita, venendo espulso dall'università per violazione del regolamento di squadra: Mettenberger era stato arrestato in un bar di Valdosta nel mese di marzo con l'accusa di possesso di alcool (era allora ancora minorenne), condotta disordinata e possesso di generalità false e più tardi venne in aggiunta accusato anche di aggressione sessuale. Il quarterback rilasciò al seguito un comunicato in cui si disse dispiaciuto per quanto accaduto, scusandosi con la ragazza oggetto della sua aggressione, con i propri genitori e con l'Università della Georgia, promettendosi di ripulire la propria immagine ed augurandosi di avere una seconda chance nel mondo del football.
La chance arrivò già nel 2010, quando trasferitosi presso il Butler Community College, un junior college del Kansas, passò complessivamente per 2.678 yard, 32 touchdown e 4 intercetti arrivando sino alla finale valida per il titolo NJCAA persa 13-12 contro Navarro College. Nel 2011 fece ritorno in NCAA, dove gli LSU Tigers gli garantirono un posto a roster. Nel primo anno con la maglia dei Tigers Mettenberger disputò solo due incontri, guidando LSU ad una vittoria per 49-3 contro i Northwestern State Demons grazie ad una prestazione da 8 passaggi completati su 11 per 92 yard ed un touchdown, e mettendo a referto solo una portata da 25 yard nella vittoria per 52-3 contro gli Ole Miss Rebels. Quell'anno inoltre, come riserva, vinse il Southeastern Conference Championship proprio contro i Bulldogs, ma perse la finale del campionato NCAA contro gli Alabama Crimson Tide. Promosso titolare l'anno seguente, Mettenberger guidò LSU ad un record di 10-2 in stagione regolare, perdendo solo contro i Florida Gators, contro i quali fu autore di una gara sottotono mettendo a referto 11 passaggi completati su 25 per 158 yard ed un intercetto, e nuovamente contro i Crimson Tide, contro i quali non bastò una sua solida prestazione da 24 passaggi completati su 35 per 298 yard ed un touchdown. LSU fu in seguito invitata al Chick-fil-A BOWL, perso 24-25 all'ultimo secondo contro i Clemson Tigers, nel quale Mettenberger mise a referto 14 passaggi completati su 23 per 120 yard, un touchdown ed un intercetto, subendo tuttavia ben 6 sack dalla difesa avversaria.
Il 2013 vide Mettenberger far ritorno in Georgia per la settimana 5 in una gara in cui mise a referto 23 passaggi completati su 37 per 372 yard e 3 touchdown che non furono sufficienti ad LSU per vincere l'incontro. Altre sconfitte arrivarono poi in casa degli Ole Miss Rebels contro i quali Mettenberger disputò il suo peggior incontro dell'anno passando per 274 yard, un solo touchdown e ben 3 intercetti, ed ancora una volta contro Alabama, contro cui il quarterback di LSU passò per 245 yard ed un touchdown. Nell'ultimo incontro della stagione regolare però, la sfortuna si abbatté su Mettenberger che, lesionandosi il legamento crociato anteriore del ginocchio, dovette abbandonare l'incontro e chiudere anzitempo la sua ultima stagione collegiale, terminata con 192 passaggi completati su 296 per 3.082 yard, 22 touchdown e 8 intercetti.

## Carriera professionistica

### Tennessee Titans

#### 2014

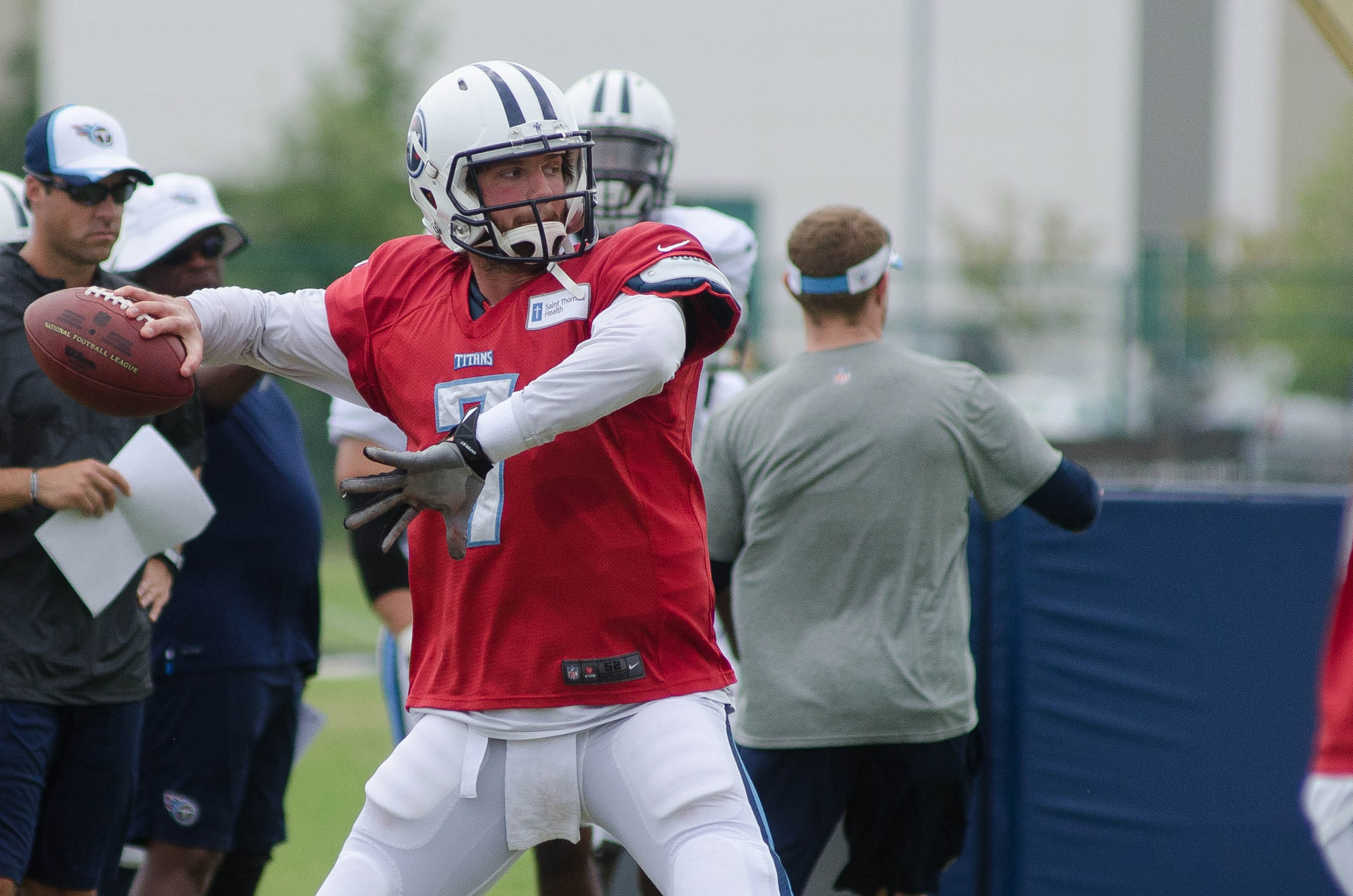
Mettenberger durante il training camp 2014 dei Titans.

Durante il corso del 2013 Mettenberger fu inserito tra i migliori prospetti eleggibili nel Draft NFL 2014, venendo pronosticato per una chiamata al primo giro. Tuttavia l'infortunio al legamento crociato contribuì in seguito a farlo scendere nelle previsioni degli analisti sino al 3º-4º giro. Il 10 maggio fu scelto nel corso del sesto giro come 178º assoluto dai Tennessee Titans che, per salire alla posizione utile per selezionarlo, diedero ai Washington Redskins il loro 6º (186ª scelta assoluta) e 7º giro (228ª scelta assoluta). Il 21 maggio firmò con i Titans il suo primo contratto da professionista, un quadriennale da 2,22 milioni di dollari di cui 125.116 garantiti alla firma. Debuttò come professionista subentrando al quarterback di riserva Charlie Whitehurst nel finale della gara della settimana 4 a risultato ampiamente compromesso contro gli Indianapolis Colts, completando due passaggi su cinque tentativi e subendo un intercetto. Il 22 ottobre i Titans annunciarono che sarebbe partito per la prima volta come titolare nella settimana 8 contro gli Houston Texans, in cui passò 299 yard, i suoi primi due touchdown e subì un intercetto nella sconfitta per 30-16. Continuò a rimanere il titolare di Tennessee fino alla gara della settimana 14 contro i Giants, in cui subì un infortunio che pose prematuramente alla sua stagione da rookie. Questa terminò con sei presenze come partente, nessuna delle quali vinta dai Titans, con 1.412 yard passate, 8 touchdown e 7 intercetti subiti, per un passer rating di 83,4.

#### 2015
Nel 2015, i Titans scelsero come secondo assoluto il quarterback Marcus Mariota che fu nominato titolare della squadra. Nel sesto turno però subì un infortunio a un legamento contro i Dolphins, così Mettemberger tornò ad essere nominato partente la settimana successiva in cui passò un touchdown e subì 2 intercetti (di cui uno decisivo nel finale) nella sconfitta coi Falcons. Dopo avere perso anche la gara successiva, Mariota, ristabilitosi, tornò titolare. In seguito, Mettenberger subentrò nella settimana 15, giocando la maggior parte della gara persa coi Patriots, in cui Mariota si lesionò un legamento. Zach fu così nominato titolare per le restanti due gare della stagione, perdendole entrambe e scendendo a un record di 0-10 come titolare. Il 16 maggio 2016 fu svincolato.

### San Diego Chargers
Il 17 maggio 2016, Mettenberger firmò con i San Diego Chargers. Il 30 agosto 2016 fu svincolato.

### Pittsburgh Steelers
Il giorno successivo, Mettenberger firmò con i Pittsburgh Steelers.

## Statistiche

### NCAA
| 2011   | LSU Tigers | 8   | 11  | 92    | 72,7% | 1  | 0  | 0  | 173,0 | 2  | 28   | 14   | 25 | 0 | 120   |
| 2012   | LSU Tigers | 207 | 352 | 2.609 | 58,8% | 12 | 7  | 32 | 128,3 | 47 | -208 | -4,4 | 7  | 0 | 2.401 |
| 2013   | LSU Tigers | 192 | 296 | 3.082 | 64,9% | 22 | 8  | 21 | 171,4 | 34 | -133 | -3,9 | 10 | 0 | 2.949 |
| Totale | Totale     | 407 | 659 | 5.783 | 61,7% | 35 | 15 | 53 | 157,5 | 83 | -313 | -3,7 | 25 | 0 | 5.470 |

Fonte: ESPN.com

### NFL
| 2014   | Tennessee Titans | 7 | 6 | 107 | 179 | 1.412 | 59,8% | 8 | 7 | 18 | 83,4 | 5 | 4 | 0,8 | 8 | 0 | 1.416 |
| Totale | Totale           | 7 | 6 | 107 | 179 | 1.412 | 59,8% | 8 | 7 | 18 | 83,4 | 5 | 4 | 0,8 | 8 | 0 | 1.416 |

Fonte: NFL.com

Statistiche aggiornate alla stagione 2014